# 董福生
董福生，中华人民共和国政治人物。
担任工业劳模。昆明电工器材厂冶炼车间董福生小组长、副厂长。1954年，当选第一届全国人民代表大会代表。